# Gauthier de Tessières

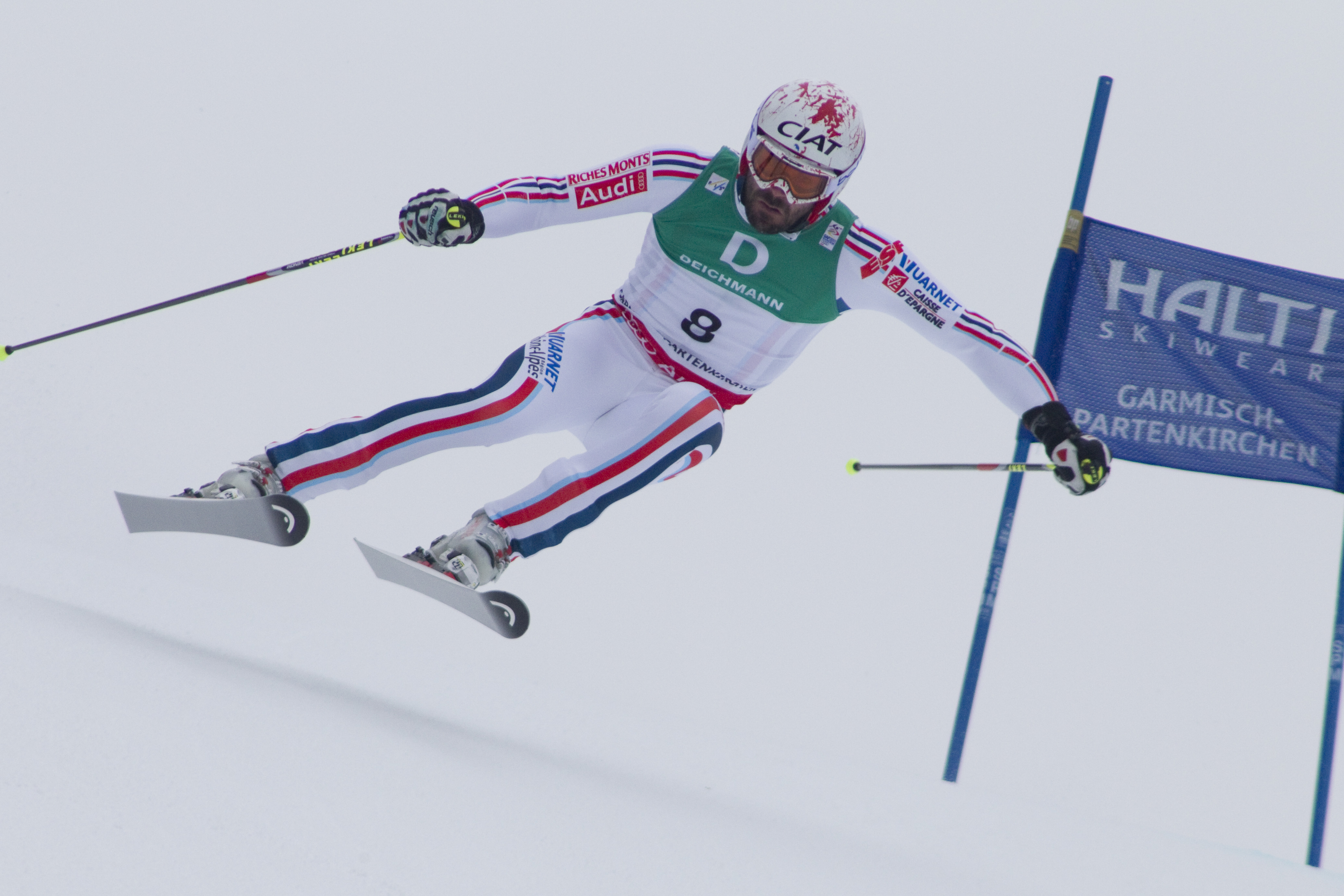
Campeonato del Mundo 2011 en Garmisch Parten Kirchen

Gauthier de Tessières (Clermont-Ferrand, Francia; 9 de noviembre de 1981) es un esquiador que ha ganado 1 Medalla en el Campeonato del Mundo (de plata) y tiene 1 pódium en la Copa del Mundo de Esquí Alpino.

## Resultados

### Juegos Olímpicos de Invierno
- 2006 en Turín, Italia
  - Super Gigante: 39.º
- 2010 en Vancouver, Canadá
  - Super Gigante: 31.º

### Campeonatos Mundiales
- 2007 en Åre, Suecia
  - Super Gigante: 22.º
  - Eslalon Gigante: 29.º
- 2009 en Val d'Isère, Francia
  - Super Gigante: 11.º
  - Eslalon Gigante: 15.º
- 2011 en Garmisch-Partenkirchen, Alemania
  - Eslalon Gigante: 9.º
- 2013 en Schladming, Austria
  - Super Gigante: 2.º

### Copa del Mundo

#### Clasificación General Copa del Mundo
- 2001-2002: 139.º
- 2002-2003: 108.º
- 2003-2004: 111.º
- 2004-2005: 86.º
- 2005-2006: 112.º
- 2006-2007: 120.º
- 2007-2008: 111.º
- 2008-2009: 71.º
- 2009-2010: 86.º
- 2010-2011: 57.º
- 2011-2012: 80.º